# Buste de Giovanni Battista Santoni
Le buste de Giovanni Battisti Santoni est une œuvre réalisée par l'artiste Gian Lorenzo Bernini, dit Le Bernin. Considérée comme l'une des premières œuvres de l'artiste, le buste fait partie de la tombe de Santoni, majordome du pape Sixte V de 1590 à 1592. Le buste est sculpté entre 1613 et 1616, bien que certains, dont Filippo,, la datent de 1609, alors que Bernini a environ dix ans. L'œuvre se trouve en la Basilique Santa Prassede à Rome, son emplacement d'origine.

## Histoire
En 1568, Santoni est ordonné évêque d'Alife. Plus tard, en 1586, il est consacré évêque de Tricarico. En 1590, immédiatement après son ascension au trône papal, Sixte V nomme Santoni majordome. Deux ans plus tard, Santoni meurt. En 1610, alors qu'il est ordonné évêque, le neveu de Santoni commande le buste pour son oncle de manière posthume.

## Description
Ce buste en marbre, grandeur nature, est placé à l'intérieur d'un cadre ovale à moulures maniéristes, au milieu d'un fronton brisé. Le cadre ovale donne sur un deuxième, plus élaboré, et décoré de trois chérubins, également réalisé par Le Bernin. Ces derniers sont peut-être utilisés comme modèles pour les premières statues mythologiques de l'artiste.

## Galerie

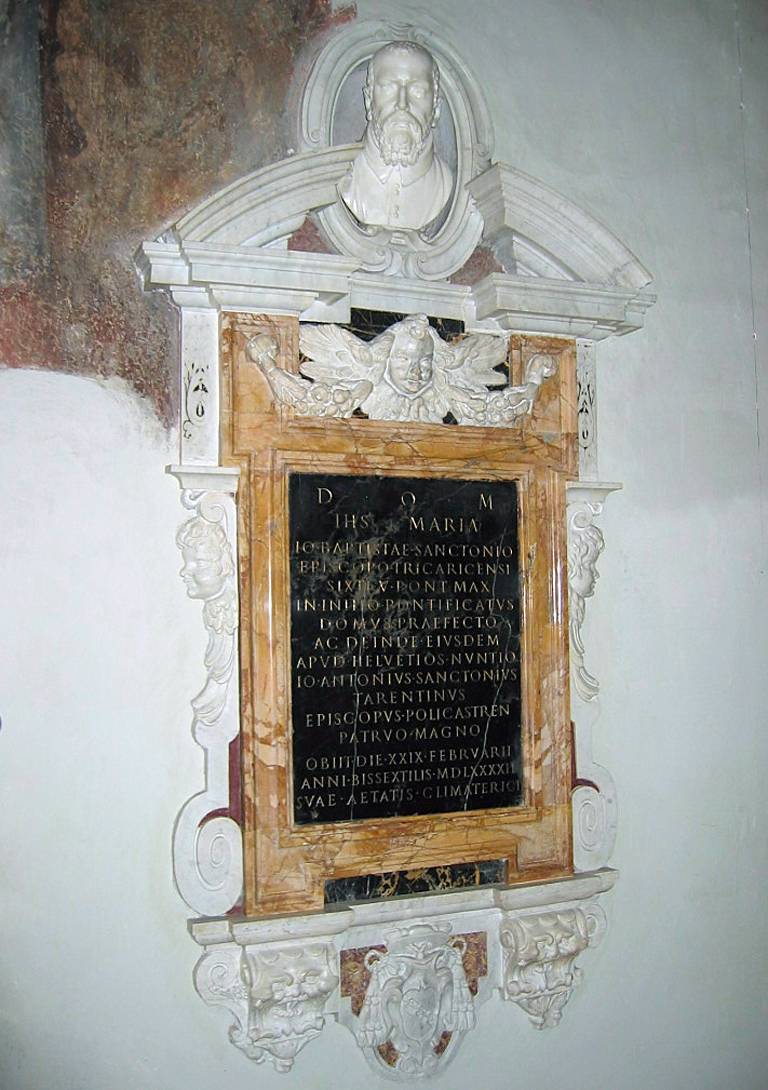
Tombe de Giovanni Battista Santoni
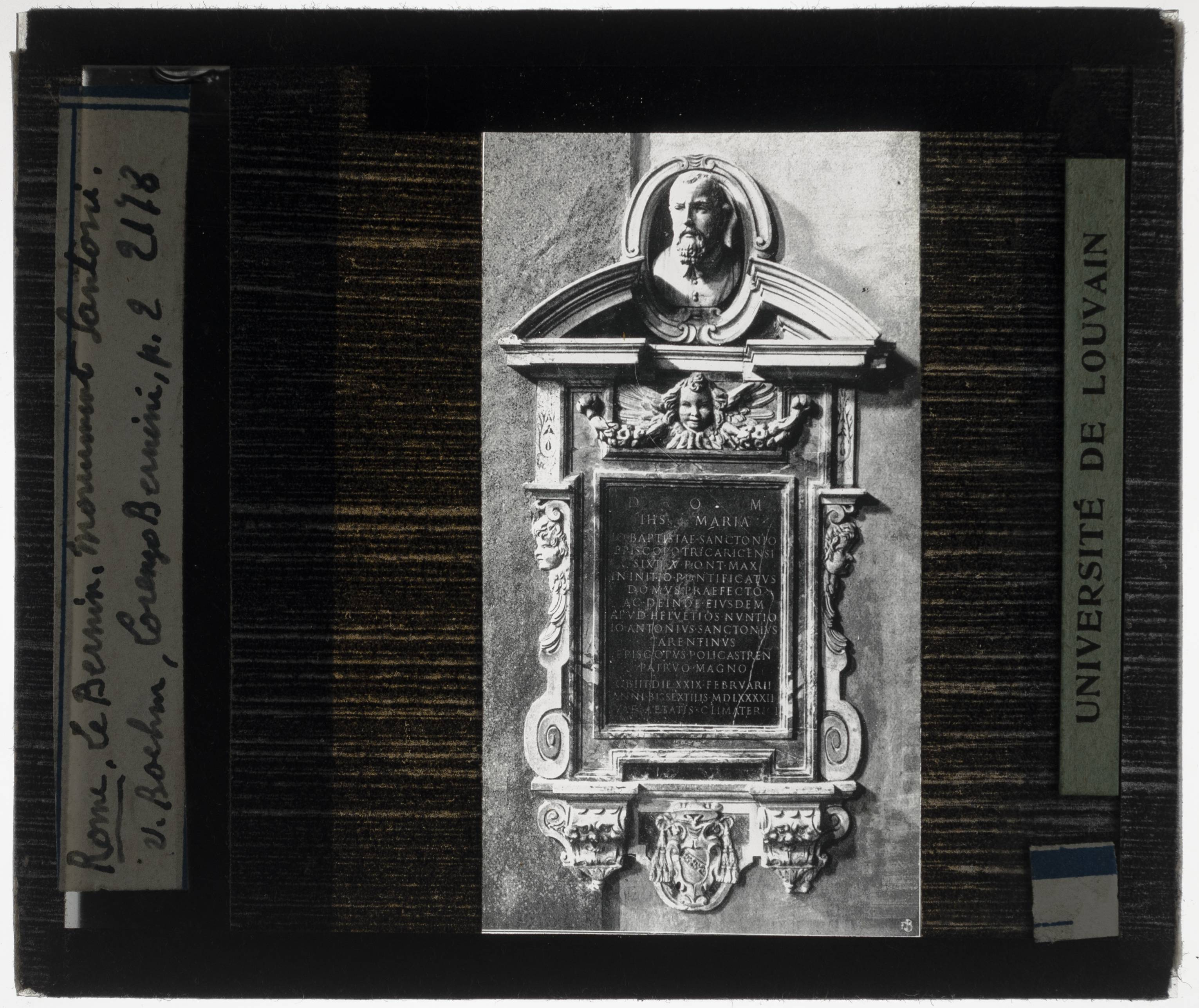
Tombe de Giovanni Battista Santoni